# Кулбаев, Камбар
Камба́р Кулба́ев (кирг. Камбар Кулбаев; 1908 год, село Киргиз-Гава — 1986) — старший табунщик колхоза «Киргиз-Гава» Ачинского района Джалал-Абадской области, Киргизская ССР. Герой Социалистического Труда (1948).

## Биография
Родился в 1908 году в крестьянской семье в селе Киргиз-Гава.
В 1931 году вступил в местный колхоз. С 1936 по 1946 года был председателем колхоза «Киргиз-Гава» Ачинского района. С 1946 года — старший табунщик этого же колхоза. В 1947 году бригада Камбара Кулбаева вырастила 50 жеребят от 50 кобыл. Указом Президиума Верховного Совета СССР от 15 сентября 1948 года удостоен звания Героя Социалистического Труда с вручением ордена Ленина и золотой медали «Серп и Молот».
С 1968 года — персональный пенсионер союзного значения. Проживал в родном селе.
Скончался в 1986 году.